# William Feilding, VII conte di Denbigh
William Basil Percy Feilding, VII conte di Denbigh e VI conte di Desmond (Shrewsbury, 25 marzo 1796 – Londra, 25 giugno 1865), è stato un nobile inglese.

## Biografia
Era il figlio di William Feilding, visconte Feilding, e di sua moglie, Anne Catherine Powys. Nacque a Berwick House, residenza della famiglia dei nonni materni. Studiò all'Eton College e al Trinity College (Cambridge).
Nel 1800 successe al nonno alla contea.

## Carriera
Dal 1830, Lord Denbigh era un Gentleman of the Bedchamber di Guglielmo IV. Nel 1833 fu ammesso al Consiglio della Corona, divenne Lord ciambellano e Master of the Horse della regina Adelaide. È stato vice luogotenente per Warwickshire nel 1825.

## Matrimonio e discendenza
Sposò, l'8 maggio 1822, lady Mary Elizabeth Kitty Moreton (?-16 dicembre 1842), figlia di Thomas Reynolds-Moreton, I conte di Ducie. Ebbero undici figli:
- Rudolph William Basil, VIII conte di Denbigh e VII conte di Desmond (9 aprile 1823-10 marzo 1892);
- Lady Mary Frances Catherine Feilding (9 aprile 1823-1896);
- Lady Augusta Emily Julia Feilding (1825-1848);
- Percy Robert Basil Feilding (26 giugno 1827-9 gennaio 1904), sposò lady Louisa Isabella Harriet Thynne, ebbero sei figli;
- Lady Jane Lissy Harriott Feilding (1829-26 aprile 1912), sposò Theophilus John Levett, ebbero tre figli;
- Geoffrey William Penn Feilding (1832-1843);
- Charles William Alexander Feilding (28 aprile 1833-30 novembre 1893), sposò Lucy Grant, ebbero cinque figli;
- William Henry Adelbert Feilding (6 gennaio 1836-24 marzo 1895), sposò Charlotte Leighton, non ebbero figli;
- Lady Adelaide Emily Feilding (6 gennaio 1836-24 maggio 1870), sposò Charles Murray, ebbero quattro figli;
- Lady Ida Matilda Alice Feilding (1840-16 dicembre 1915), sposò Malcom Low, ebbero due figlie;
- Lady Kathleen Elizabeth Mary Julia Feilding (1842-10 luglio 1882), sposò Charles Clive, ebbero sei figli.

## Morte
Morì il 25 giugno 1865, all'età di 69 anni.

## Ascendenza
|                                                              |              |                           | Genitori                      |  |  | Nonni |  |  | Bisnonni                                                   |  |  | Trisnonni                                                  |  |
|                                                              |              |                           |                               |  |  |       |  |  | William Feilding, V conte di Denbigh e IV conte di Desmond |  |  | Basil Feilding, IV conte di Denbigh e III conte di Desmond |  |
|                                                              |              |                           |                               |  |  |       |  |  | William Feilding, V conte di Denbigh e IV conte di Desmond |  |  | Basil Feilding, IV conte di Denbigh e III conte di Desmond |  |
|                                                              |              | Hester Firebrace          |                               |  |  |       |  |  | William Feilding, V conte di Denbigh e IV conte di Desmond |  |  |                                                            |  |
| Basil Feilding, VI conte di Denbigh e V conte di Desmond     |              |                           |                               |  |  |       |  |  | William Feilding, V conte di Denbigh e IV conte di Desmond |  |  |                                                            |  |
|                                                              |              | Isabella Haeck de Jong    | Peter Haeck de Jong           |  |  |       |  |  |                                                            |  |  |                                                            |  |
|                                                              |              | Isabella Haeck de Jong    | Peter Haeck de Jong           |  |  |       |  |  |                                                            |  |  |                                                            |  |
|                                                              |              | Isabella Haeck de Jong    | Anna Maria van Weede          |  |  |       |  |  |                                                            |  |  |                                                            |  |
| William Feilding, visconte Feilding                          |              | Isabella Haeck de Jong    |                               |  |  |       |  |  |                                                            |  |  |                                                            |  |
|                                                              |              | John Cotton, VI baronetto | Robert Cotton, V baronetto    |  |  |       |  |  |                                                            |  |  |                                                            |  |
|                                                              |              | John Cotton, VI baronetto | Robert Cotton, V baronetto    |  |  |       |  |  |                                                            |  |  |                                                            |  |
|                                                              |              | John Cotton, VI baronetto | Elizabeth Wigston             |  |  |       |  |  |                                                            |  |  |                                                            |  |
| Mary Cotton                                                  |              | John Cotton, VI baronetto |                               |  |  |       |  |  |                                                            |  |  |                                                            |  |
|                                                              |              | Jane Burdett              | Robert Burdett, III baronetto |  |  |       |  |  |                                                            |  |  |                                                            |  |
|                                                              |              | Jane Burdett              | Robert Burdett, III baronetto |  |  |       |  |  |                                                            |  |  |                                                            |  |
|                                                              |              | Jane Burdett              | Magdalen Aston                |  |  |       |  |  |                                                            |  |  |                                                            |  |
| William Feilding, VII conte di Denbigh e VI conte di Desmond |              | Jane Burdett              |                               |  |  |       |  |  |                                                            |  |  |                                                            |  |
|                                                              | Edward Powys | Thomas Powys              |                               |  |  |       |  |  |                                                            |  |  |                                                            |  |
|                                                              | Edward Powys | Thomas Powys              |                               |  |  |       |  |  |                                                            |  |  |                                                            |  |
|                                                              | Edward Powys | Bridget Baldwyn           |                               |  |  |       |  |  |                                                            |  |  |                                                            |  |
| Thomas Jelf Powys                                            | Edward Powys |                           |                               |  |  |       |  |  |                                                            |  |  |                                                            |  |
|                                                              |              | Catherine Jelf            | John Jelf                     |  |  |       |  |  |                                                            |  |  |                                                            |  |
|                                                              |              | Catherine Jelf            | John Jelf                     |  |  |       |  |  |                                                            |  |  |                                                            |  |
|                                                              |              | Catherine Jelf            | Catherine Hassell             |  |  |       |  |  |                                                            |  |  |                                                            |  |
| Anne Powys                                                   |              | Catherine Jelf            |                               |  |  |       |  |  |                                                            |  |  |                                                            |  |
|                                                              |              | Thomas Cooper             | …                             |  |  |       |  |  |                                                            |  |  |                                                            |  |
|                                                              |              | Thomas Cooper             | …                             |  |  |       |  |  |                                                            |  |  |                                                            |  |
|                                                              |              | Thomas Cooper             | …                             |  |  |       |  |  |                                                            |  |  |                                                            |  |
| Anne Cooper                                                  |              | Thomas Cooper             |                               |  |  |       |  |  |                                                            |  |  |                                                            |  |
|                                                              |              | Elizabeth Newell          | …                             |  |  |       |  |  |                                                            |  |  |                                                            |  |
|                                                              |              | Elizabeth Newell          | …                             |  |  |       |  |  |                                                            |  |  |                                                            |  |
|                                                              |              | Elizabeth Newell          | …                             |  |  |       |  |  |                                                            |  |  |                                                            |  |
|                                                              |              | Elizabeth Newell          |                               |  |  |       |  |  |                                                            |  |  |                                                            |  |

## Onorificenze

### Onorificenze britanniche
| Controllo di autorità | VIAF (EN) 1911145856850022920004 · CERL cnp02140204 · GND (DE) 1088562159 |